# Charaxes
Charaxes (popularmente conhecidas por Rajahs ou Pashas, em inglês; incluindo os gêneros Polyura Billberg, 1820 - Nawabs -, da região indo-malaia e Oceania, e Euxanthe Hübner, [1819] - Forest Queens -, a partir do início do século XXI e ainda na categoria de nomen dubium para estes, devido a problemas de filogenia) é um gênero, proposto por Ferdinand Ochsenheimer em 1816, de borboletas da família Nymphalidae e subfamília Charaxinae, encontradas da África (onde está o seu principal centro de especiação) à Oceania; composto de espécies geralmente de médio a grande porte (com suas envergaduras variando de 8 a 10 centímetros) e robustas em estrutura corporal; de voo muito rápido e poderoso, que se alimentam de umidade mineralizada em areia, cascalho ou superfícies de estradas; podendo ser vistas sobre fezes (principalmente de Carnivora) ou carniça, mas também sugando fermentação em frutos e exsudações em troncos de árvores. Suas asas são caracterizadas por diversas padronagens que vão do branco, amarronzado e laranja, ao negro e azul, em vista superior, com geralmente um desenho que pode ir da semelhança de uma folha seca (Charaxes pleione) ou verdejante (Charaxes eupale; Charaxes subornatus) a um padrão extremamente complexo e marmoreado, em vista inferior. Seu tipo nomenclatural fora classificado por Carolus Linnaeus, com a denominação de Papilio jasius,  em 1767; colocado no gênero Papilio e coletado na Argélia. Devido à alta riqueza de espécies de Charaxes, os taxonomistas e lepidopterologistas frequentemente preferem resumi-las e estudá-las em subgrupos.

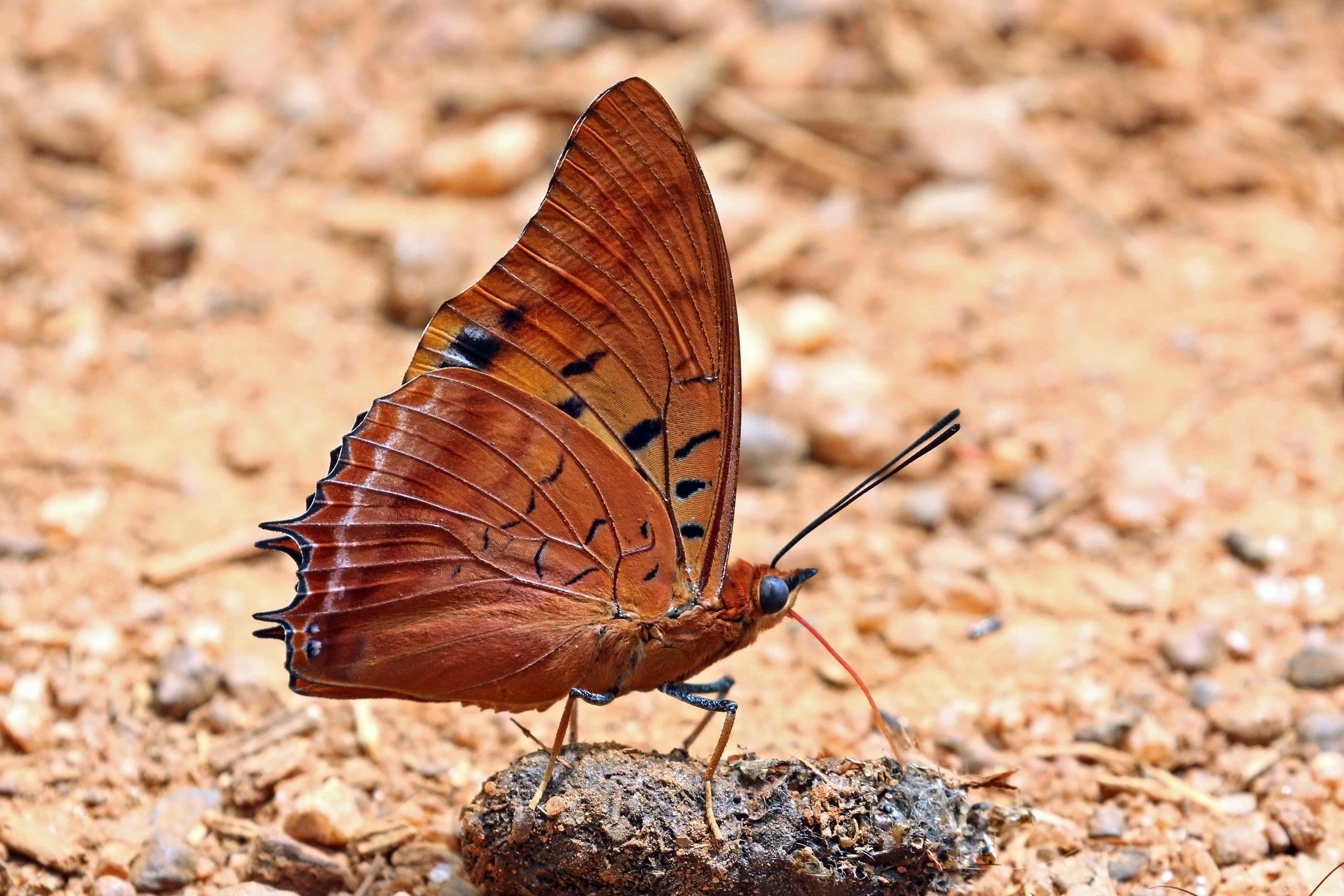
Fotografia de C. lucretius sobre fezes.
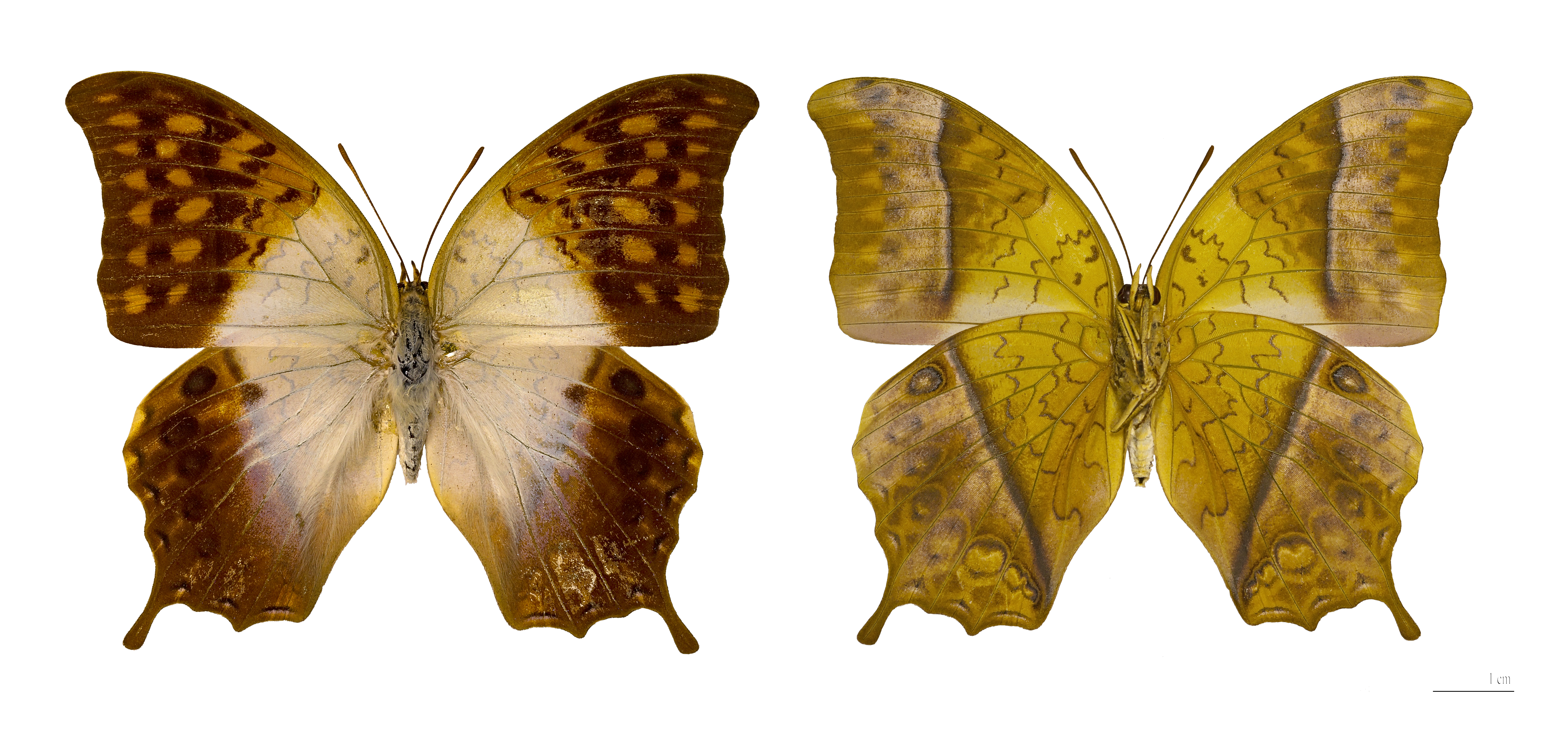
Vista superior (esquerda) e inferior (direita) do macho de C. varanes.
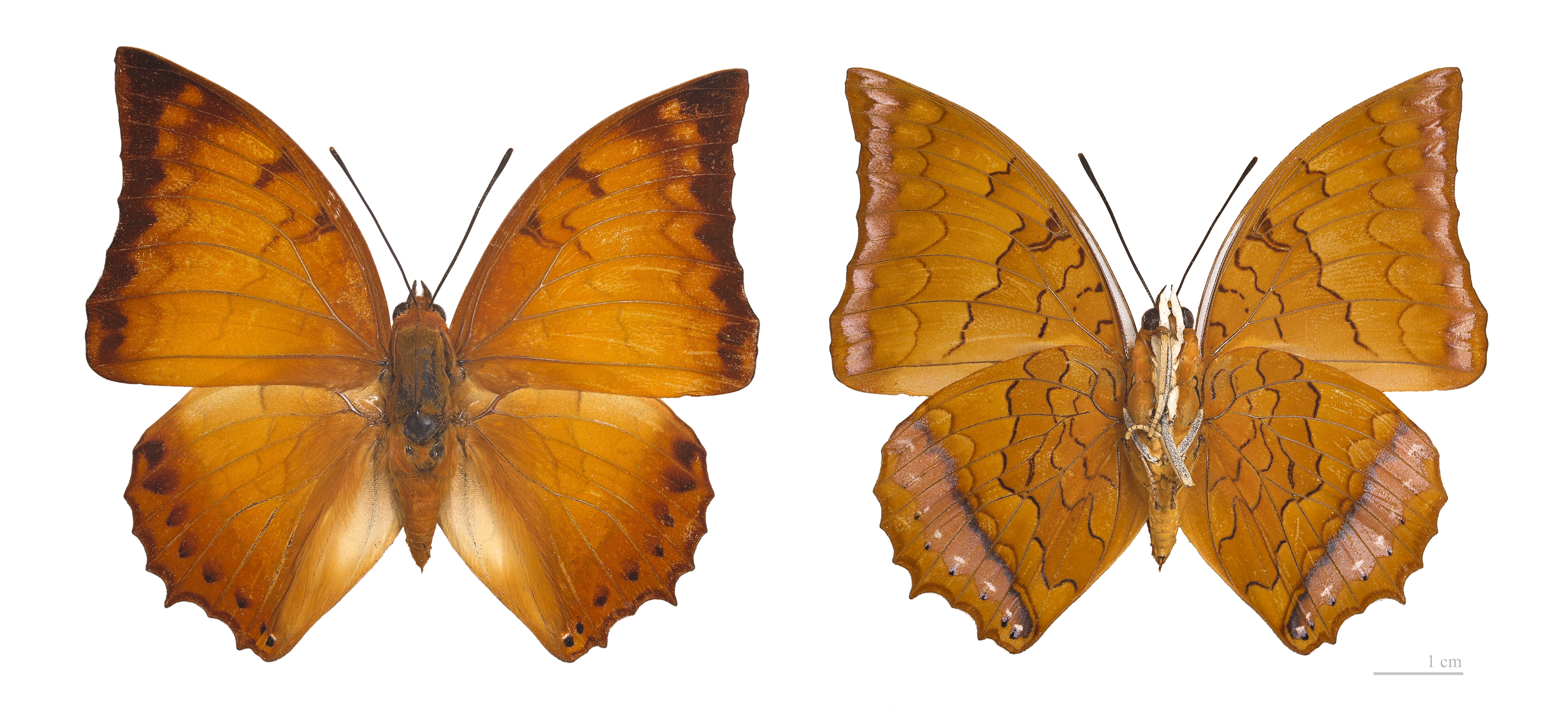
Vista superior (esquerda) e inferior (direita) do macho de C. distanti.
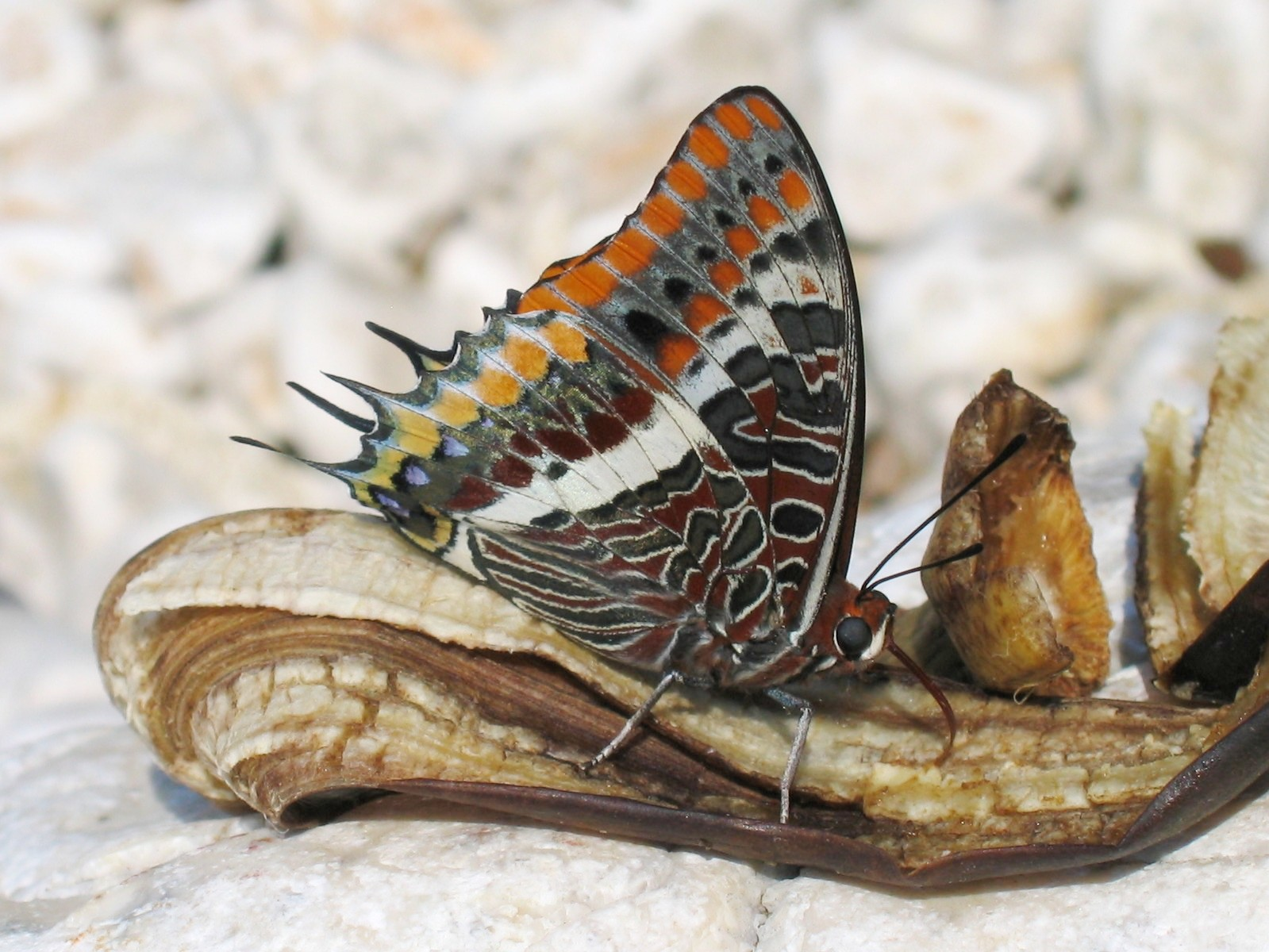
Fotografia de C. jasius sobre banana fermentada.

## Dimorfismo sexual
O dimorfismo sexual é intenso neste gênero; as fêmeas geralmente são maiores que os machos e muitas delas exibem coloração mais pálida ou faixas brancas nas asas que não estão presentes nos machos. Alguns machos de Charaxes têm apenas uma cauda, enquanto as fêmeas têm duas caudas.

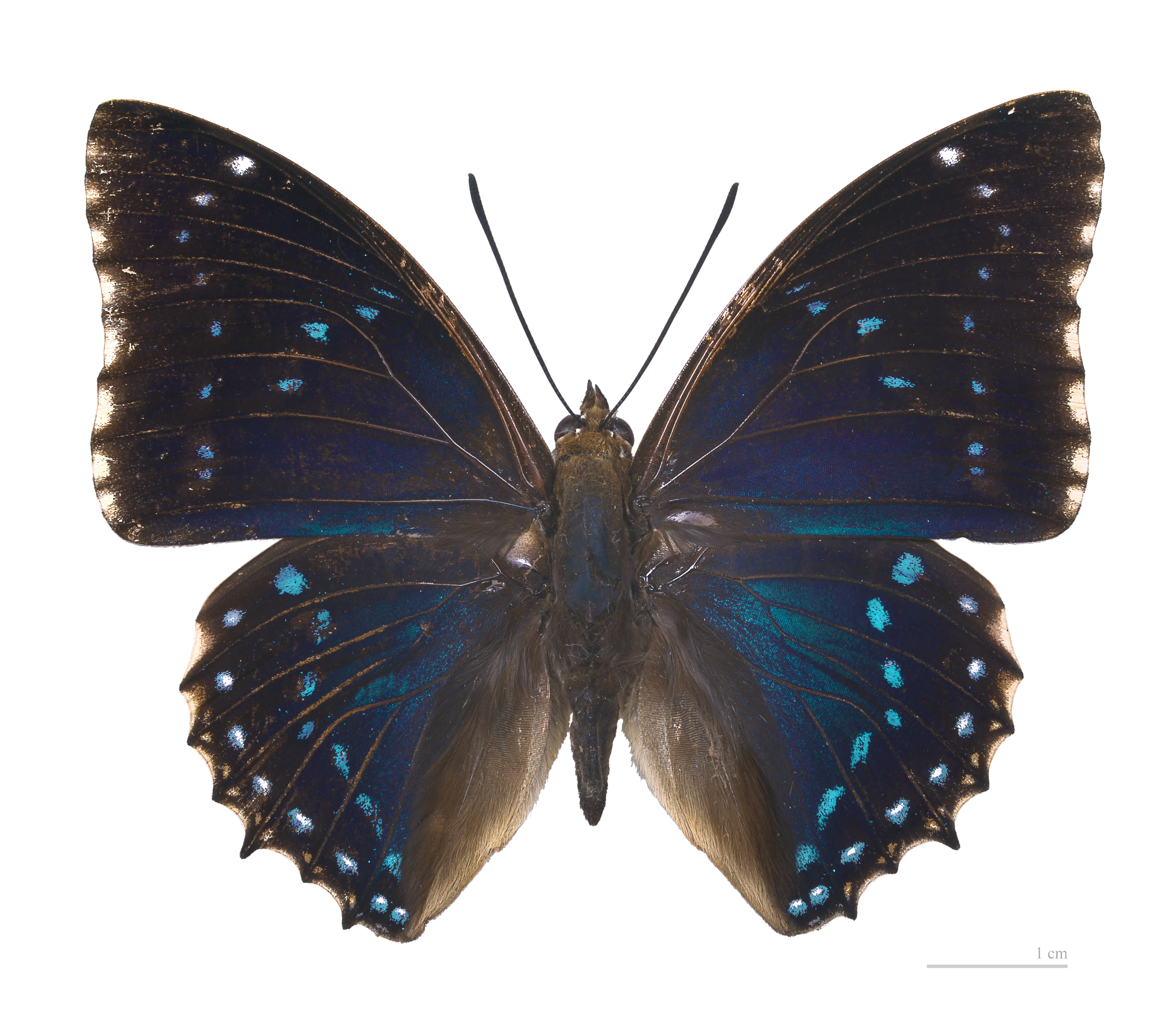
Vista superior do macho de C. numenes, cujo tipo nomenclatural fora coletado em Serra Leoa.
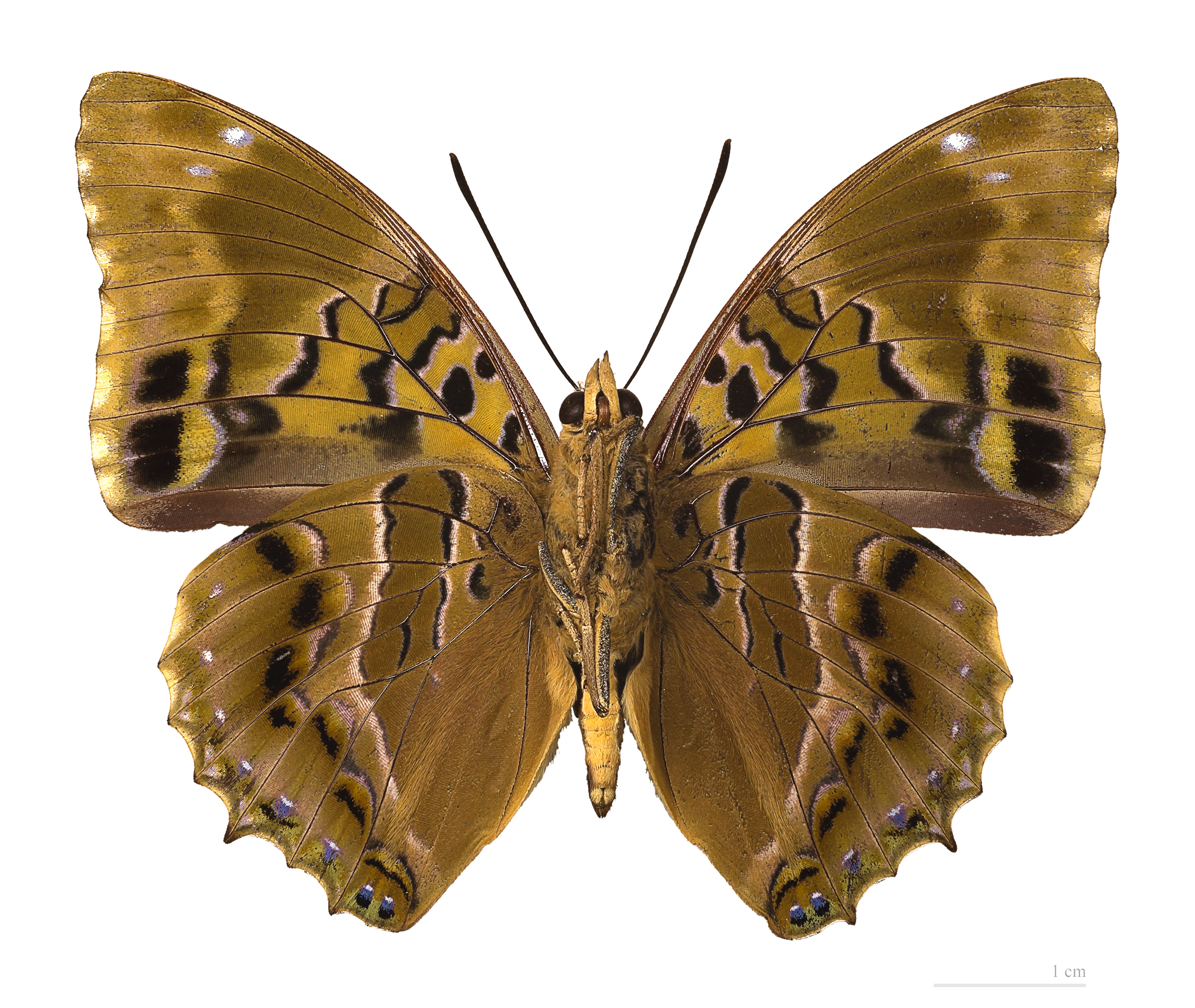
Vista inferior do macho de C. numenes.
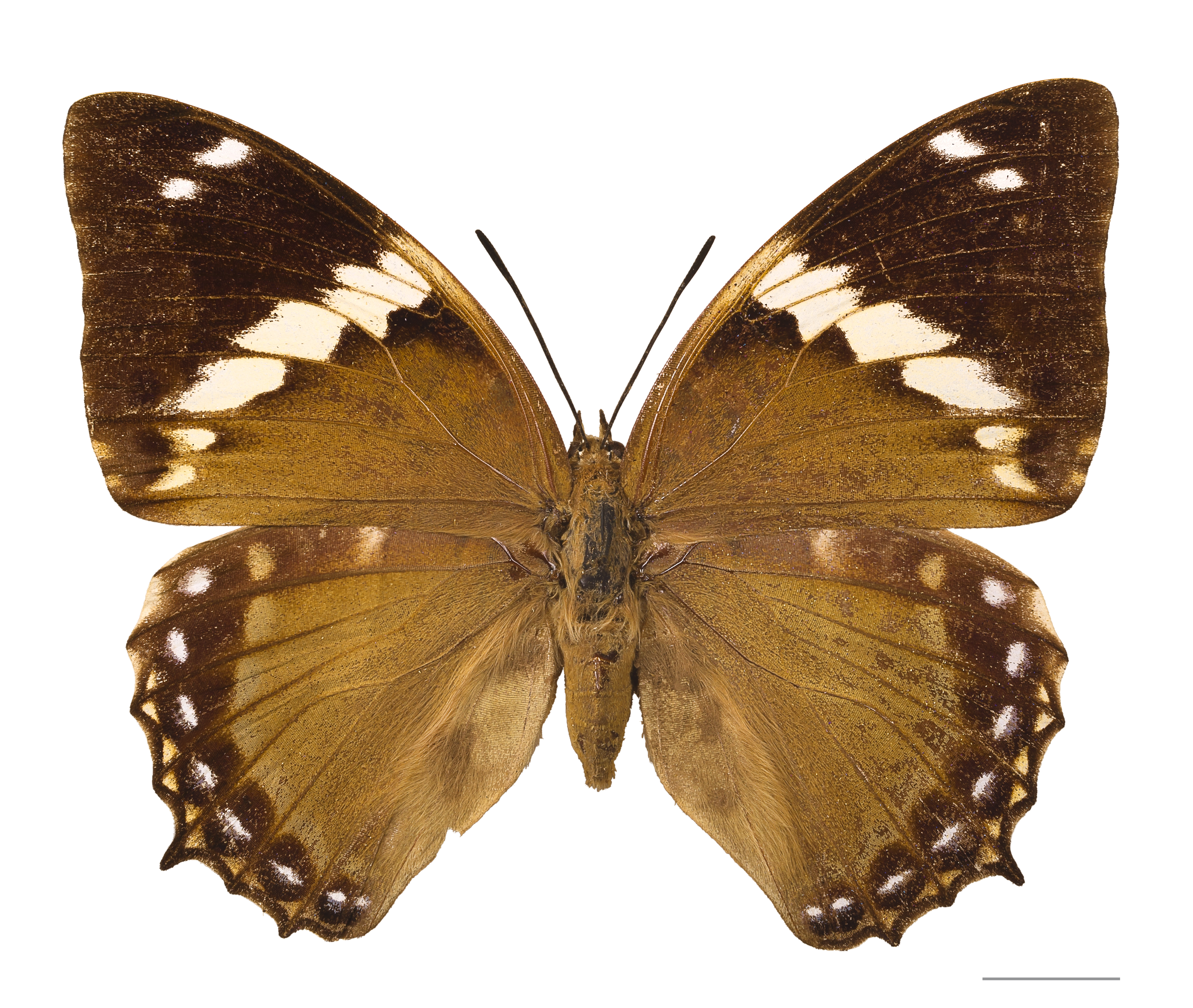
Vista superior da fêmea de C. numenes.
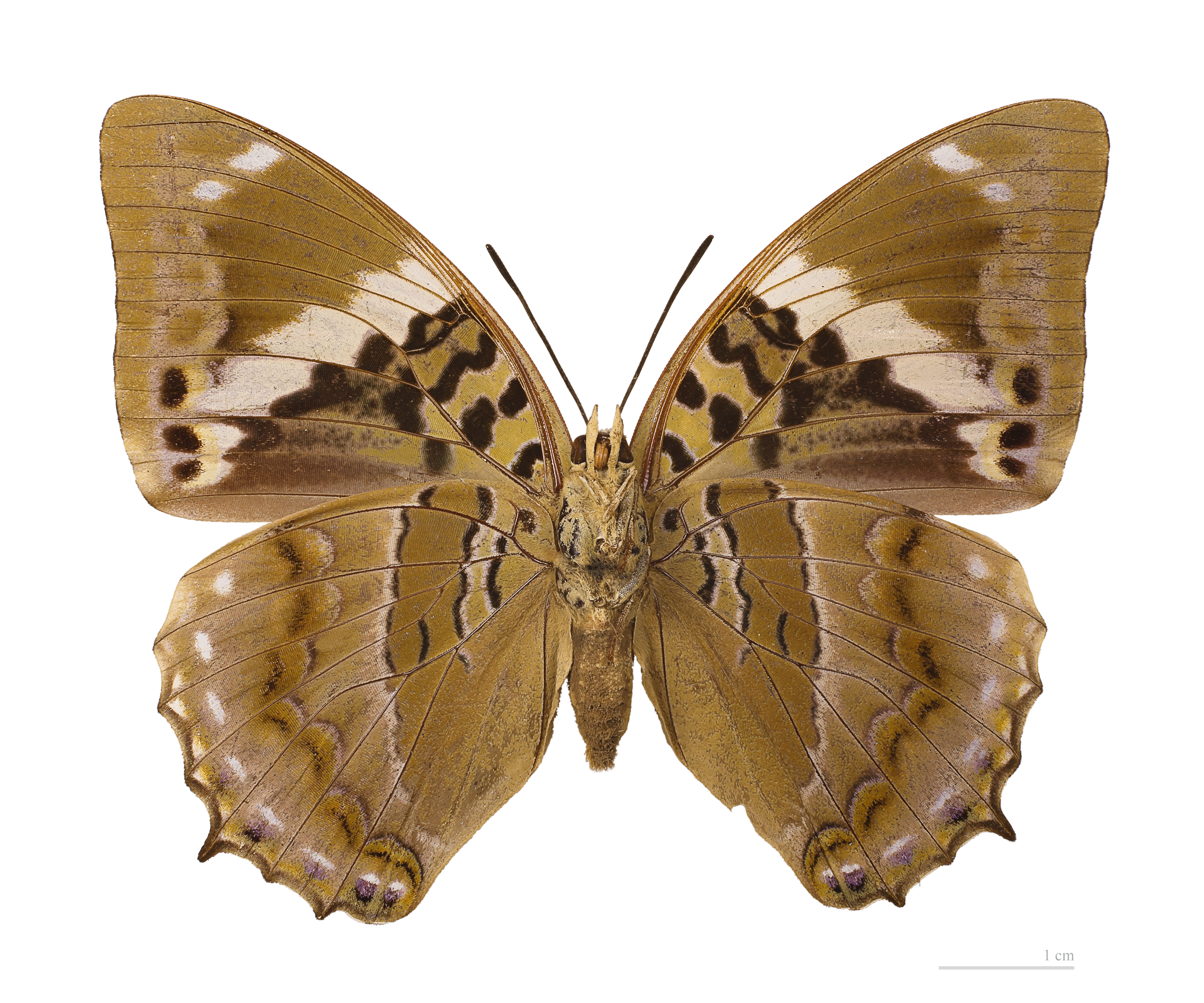
Vista inferior da fêmea de C. numenes.

## Mimetismo e ocelos
Em Charaxes o mimetismo não é comum. Um exemplo notável de associação de mimetismo envolve Charaxes acraeoides, cujo tipo nomenclatural fora coletado em Camarões; imitando o padrão de borboletas Heliconiinae do gênero Acraea. A presença de ocelos também é incomum e pode ser detectada em Charaxes analava, de Madagáscar, no verso de suas asas posteriores e próximos às asas superiores do inseto.

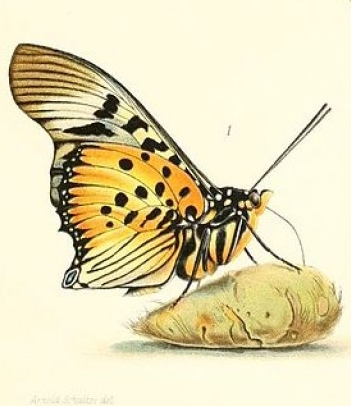
Ilustração da borboleta Charaxes acraeoides sobre fezes de Civeta-africana, retirada de Die charaxiden und apaturiden der kolonie Kamerun : eine zoogeographische und biologische studie (1917).
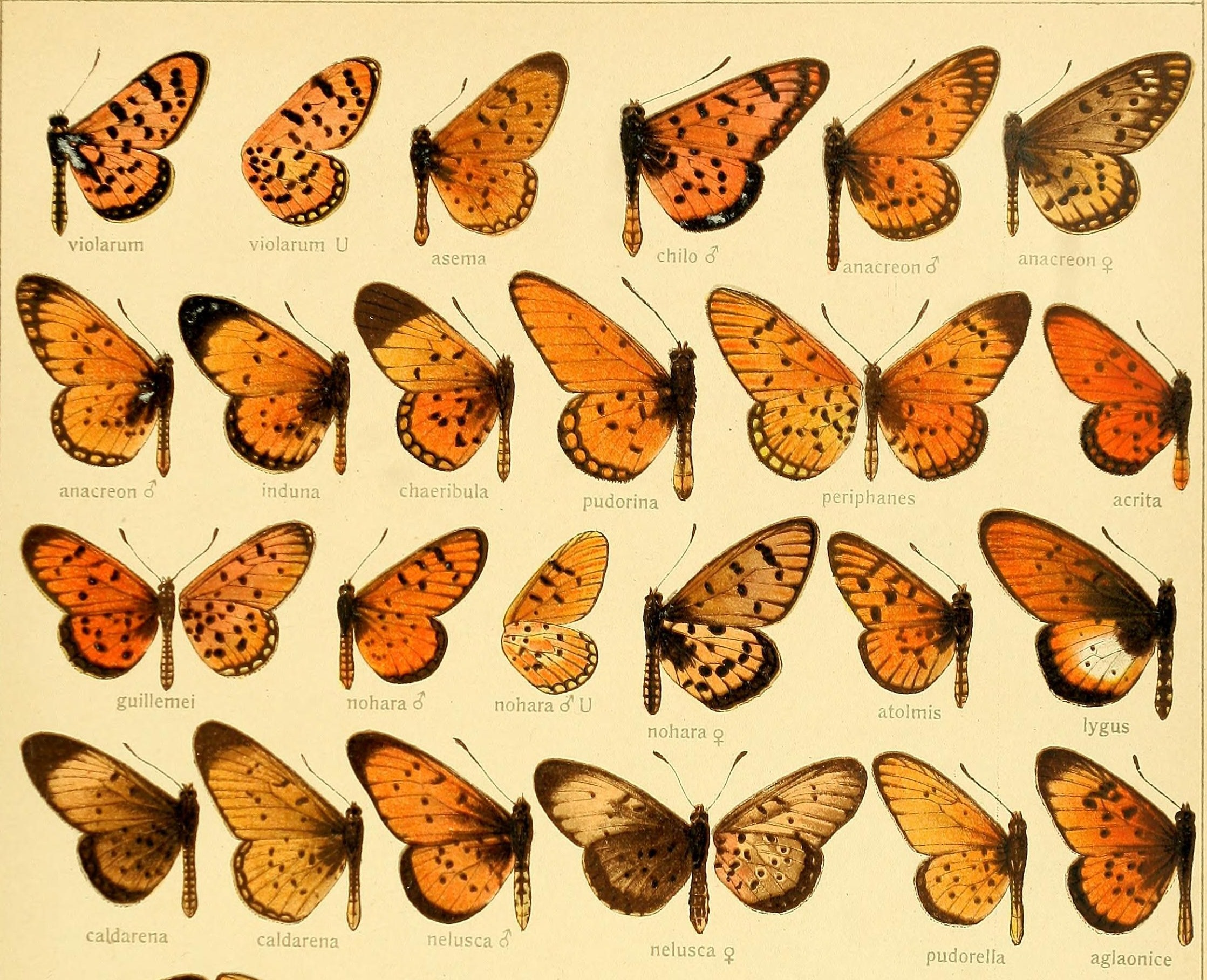
Ilustração contendo espécies de Heliconiinae do gênero Acraea, retirada de Die Grossschmetterlinge der Erde : eine systematische Bearbeitung der bis jetzt bekannten Grossschmetterlinge (1907).

## Filogenia
Em 2009 um artigo científico de Kwaku Aduse-Poku, Eric Vingerhoedt e Niklas Wahlberg, Out of Africa again: A phylogenetic hypothesis of the genus Charaxes (Lepidoptera: Nymphalidae) based on five gene regions, acrescentou Euxanthe e Polyura ao gênero Charaxes, através de sequenciamento de DNA; porém a mudança de táxon ainda é controversa. Artigo de 2015, por Emmanuel F. A. Toussaint, Jérôme Morinière, Chris J. Müller, Krushnamegh Kunte, Bernard Turlin, Axel Hausmann e Michael Balke, Comparative molecular species delimitation in the charismatic Nawab butterflies (Nymphalidae, Charaxinae, Polyura), afirma que "investigações filogenéticas moleculares do grupo revelaram uma afiliação de parente próximo dentro dos clados de Charaxes, apesar da falta de evidências morfológicas. Apesar de algumas sugestões taxonômicas, a sistemática de Charaxes e seus parentes dos gêneros Euxanthe e Polyura permanece contenciosa. Isto é. É provável que Charaxes represente uma série parafilética complexa". A única importante diferença morfológica entre os taxa Polyura e Charaxes, intimamente relacionados, é a venação da célula posterior de sua asa, que é aberta em Polyura, mas é fechada em todos os Charaxes.

## Charaxes(clado), espécies e nomenclatura vernácula inglesa
Lista de espécies de acordo com cladograma na página Tree of Life Web Project; publicada na mesma ordem.

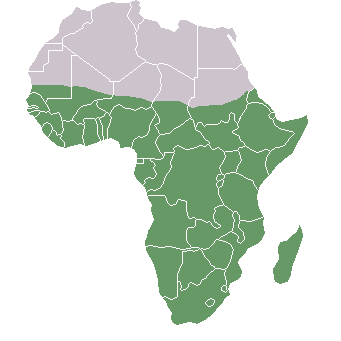
A África subsariana é o habitat das borboletas do ex gênero Euxanthe e da maioria dos Charaxes.
A região indo-malaia é o habitat da maioria das espécies do ex gênero Polyura e de alguns Charaxes.[1][9]
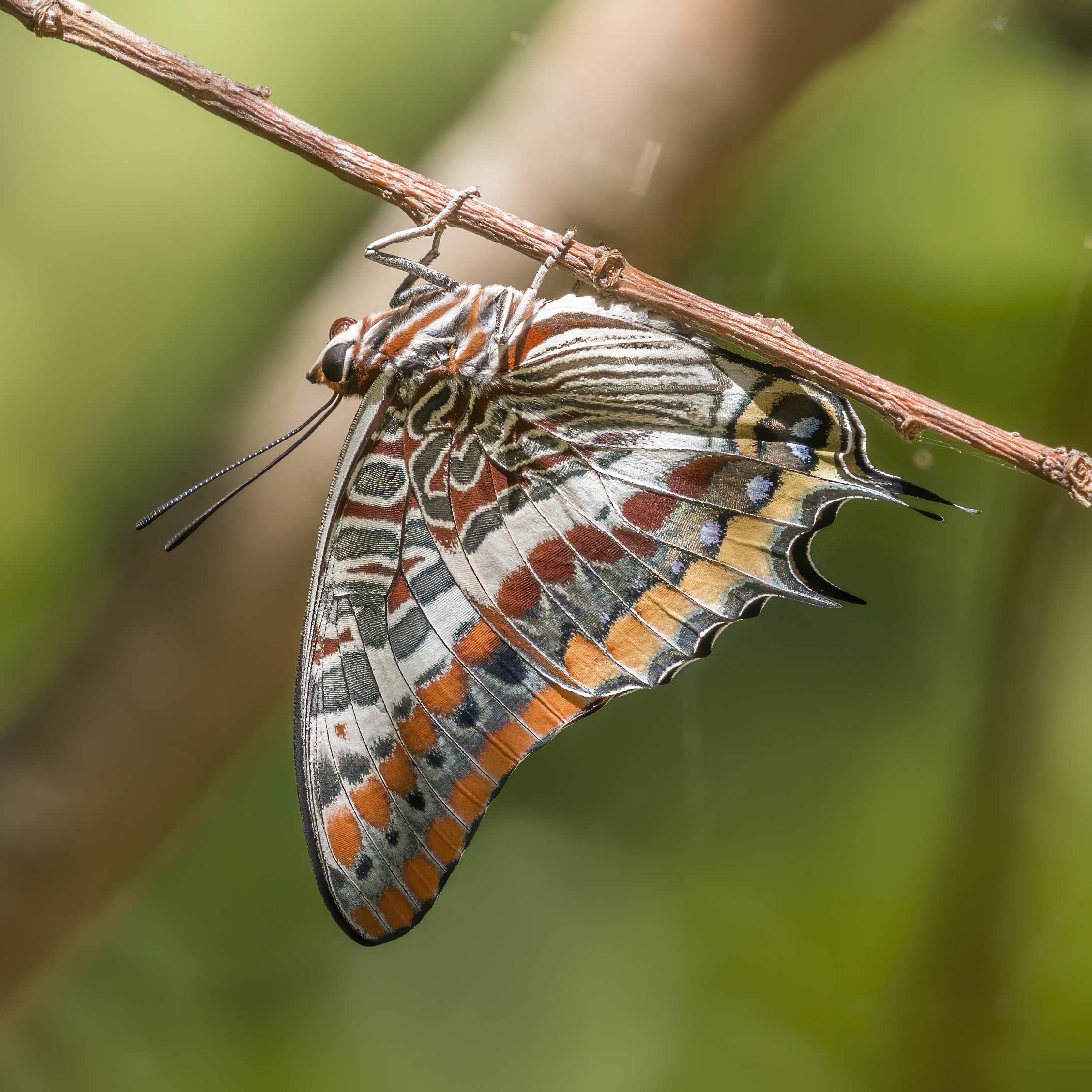
C. jasius, a única espécie de Charaxes da região paleoártica.

| - Charaxes achaemenes C. & R. Felder, [1867] Savannah Charaxes - Charaxes etesipe (Godart, [1824]) Bush Charaxes - Charaxes porthos Grose-Smith, 1883 - Charaxes zelica Butler, 1869 - Charaxes mycerina (Godart, [1824]) - Charaxes doubledayi Aurivillius, 1899 - Charaxes lycurgus (Fabricius, 1793) - Espécies do ex gênero Euxanthe - Charaxes montis Jackson, 1956 - Charaxes subornatus Schultze, 1914 Ornate Green Charaxes - Charaxes dilutus Rothschild, 1898 - Charaxes eupale (Drury, 1782) Common Green Charaxes - Espécies do ex gênero Polyura - Charaxes paphianus Ward, 1871 - Charaxes pleione (Godart, [1824]) - Charaxes zoolina (Westwood, [1850]) Club-tailed Charaxes - Charaxes kahldeni Homeyer & Dewitz, 1882 - Charaxes jahlusa (Trimen, 1862) Pearl Spotted Charaxes - Charaxes solon (Fabricius, 1793) Wise Rajah, Black Rajah - Charaxes hildebrandti (Dewitz, 1879) - Charaxes baumanni Rogenhofer, 1891 Baumann's Charaxes - Charaxes anticlea (Drury, 1782) Small Flame Bordered Charaxes - Charaxes opinatus Heron, 1909 - Charaxes guderiana (Dewitz, 1879) Guderian's Charaxes, Blue Spangled Charaxes - Charaxes blanda Rothschild, 1897 - Charaxes petersi van Someren, 1969 - Charaxes etheocles (Cramer, [1777]) Demon Charaxes - Charaxes pembanus Jordan, 1925 - Charaxes congdoni Collins, 1989 - Charaxes mccleeryi van Someren, 1972 - Charaxes northcotti Rothschild, 1899 - Charaxes mafuga van Someren, 1969 - Charaxes turlini Minig & Plantrou, 1978 - Charaxes howarthi Minig, 1976 - Charaxes plantroui Minig, 1975 - Charaxes virilis Rothschild, 1900 - Charaxes viola Butler, [1866] Viola Charaxes - Charaxes fionae Henning, 1977 Fiona's Charaxes - Charaxes ethalion Boisduval, 1847 Satyr Charaxes - Charaxes aubyni van Someren & Jackson, 1952 Aubyn's Charaxes - Charaxes dreuxi Bouche & Minig, 1977 - Charaxes contrarius Weymer, 1907 Contrary Charaxes - Charaxes chevroti Collins & Larsen, 2005 - Charaxes chepalungu van Someren, 1969 - Charaxes chanleri Holland, 1896 Chanler's Charaxes - Charaxes kirki Butler, 1881 Kirk's Charaxes | - Charaxes cedreatis Hewitson, 1874 - Charaxes catachrous van Someren & Jackson, 1952 - Charaxes bocqueti Minig, 1975 - Charaxes berkeleyi van Someren & Jackson, 1957 Berkeley's Charaxes - Charaxes baileyi van Someren, 1958 Baley's Charaxes - Charaxes angelae Minig, 1975 - Charaxes sidamo Plantrou & Rougeot, 1979 - Charaxes galawadiwosi Plantrou & Rougeot, 1979 - Charaxes zingha (Stoll, [1780]) - Charaxes hadrianus Ward, 1871 - Charaxes lecerfi Lathy, 1926 - Charaxes protoclea Feisthamel, 1850 Flame-bordered Charaxes - Charaxes boueti Feisthamel, 1850 - Charaxes cynthia Butler, [1866] - Charaxes lasti Grose-Smith, 1889 Silver-striped Charaxes - Charaxes macclouni Butler, 1895 Red Coast Charaxes, MacClounie's Charaxes - Charaxes varanes (Cramer, 1764) Pearl Charaxes - Charaxes acuminatus Thurau, 1903 Mountain Pearl Charaxes - Charaxes fulvescens (Aurivillius, 1891) Forest Pearl Charaxes - Charaxes obudoensis van Someren, 1969 - Charaxes marki Lane & Müller, 2006 - Charaxes elwesi Joicey & Talbot, 1922 - Charaxes mars Staudinger, 1885 Iron Rajah - Charaxes orilus Butler, 1869 - Charaxes ocellatus Fruhstorfer, 1896 - Charaxes nitebis (Hewitson, 1859) - Charaxes distanti Honrath, [1885] - Charaxes harmodius C. & R. Felder, [1867] - Charaxes amycus C. & R. Felder, 1861 - Charaxes antonius Semper, 1878 - Charaxes sangana (Schröder & Treadaway, 1988) - Charaxes eurialus (Cramer, [1775]) - Charaxes madensis Rothschild, 1899 - Charaxes latona Butler, [1866] Orange Emperor - Charaxes setan Detani, 1983 Black Rajah - Charaxes affinis Butler, [1866] - Charaxes musashi Tsukada, 1991 Sulawesi Tawny Rajah - Charaxes kahruba (Moore, [1895]) Variegated Rajah - Charaxes durnfordi Distant, 1884 Chestnut Rajah - Charaxes psaphon Westwood, 1847 - Charaxes bernardus (Fabricius, 1793) Tawny Rajah - Charaxes aristogiton C. & R. Felder, [1867] Scarce Tawny Rajah - Charaxes marmax Westwood, 1848 Chestnut Rajah | - Charaxes plateni Staudinger, 1889 - Charaxes bupalus Staudinger, 1889 - Charaxes repetitus Butler, 1896 - Charaxes borneensis Butler, 1869 Chestnut Rajah - Charaxes bajula (Staudinger, 1889) - Charaxes fervens Butler, 1896 - Charaxes cowani Butler, 1878 - Charaxes antamboulou Lucas, 1872 - Charaxes candiope (Godart, [1824]) Green-veined Charaxes - Charaxes brutus (Cramer, [1779]) White Barred Charaxes - Charaxes lucretius (Cramer, [1775]) Violet-washed Charaxes, Common Red Charaxes' - Charaxes eudoxus (Drury, 1782) Eudoxus Charaxes - Charaxes ansorgei Rothschild, 1897 Ansorge's Charaxes - Charaxes richelmanni Röber, 1936 - Charaxes pollux (Cramer, [1775]) Black-bordered Charaxes - Charaxes lactetinctus Karsch, 1892 Blue Patch Charaxes - Charaxes druceanus Butler, 1869 Silver-barred Charaxes - Charaxes ducarmei Plantrou, 1982 - Charaxes tectonis Jordan, 1937 - Charaxes legeri Plantrou, 1977 - Charaxes jasius (Linnaeus, 1767) Two-tailed Pasha, Foxy Charaxes - espécie-tipo - Charaxes castor (Cramer, [1775]) Giant Charaxes - Charaxes epijasius Reiche, 1850 Sahel Charaxes - Charaxes saturnus Butler, 1865 Koppie Charaxes - Charaxes harrisoni (Sharpe, 1904) Harrison's Charaxes - Charaxes hansali C. & R. Felder, [1867] Cream-banded Charaxes - Charaxes nobilis Druce, 1873 - Charaxes superbus Schultze, 1909 - Charaxes acraeoides Druce, 1908 - Charaxes fournierae Le Moult, 1930 - Charaxes imperialis Butler, 1874 - Charaxes pythodoris Hewitson, 1873 Powder Blue Charaxes - Charaxes ameliae Doumet, 1861 - Charaxes numenes (Hewitson, 1859) - Charaxes bipunctatus Rothschild, 1894 Two Spot Charaxes - Charaxes phenix Turlin & Lequeux, 1993 - Charaxes xiphares (Stoll, [1781]) Forest King Charaxes - Charaxes tiridates (Cramer, [1777]) - Charaxes cithaeron C. & R. Felder, 1859 Blue-spotted Charaxes - Charaxes bohemani C. & R. Felder, 1859 Large Blue Charaxes, Divebomber Charaxes - Charaxes smaragdalis Butler, [1866] Western Blue Charaxes - Charaxes mixtus Rothschild, 1894 - Charaxes nichetes Grose-Smith, 1883 |

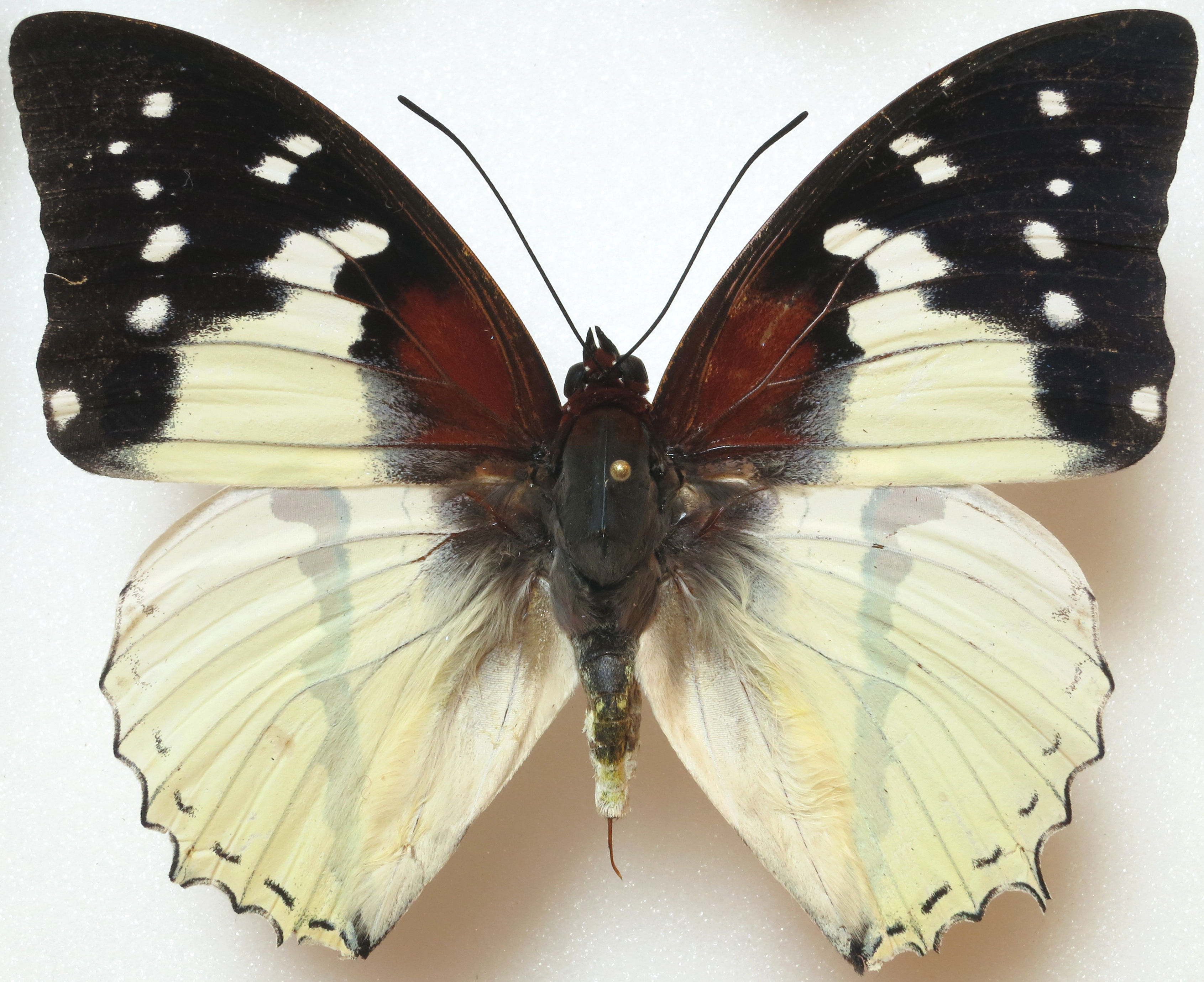
Vista superior do macho de C. hadrianus, cujo tipo nomenclatural fora coletado no Gabão.
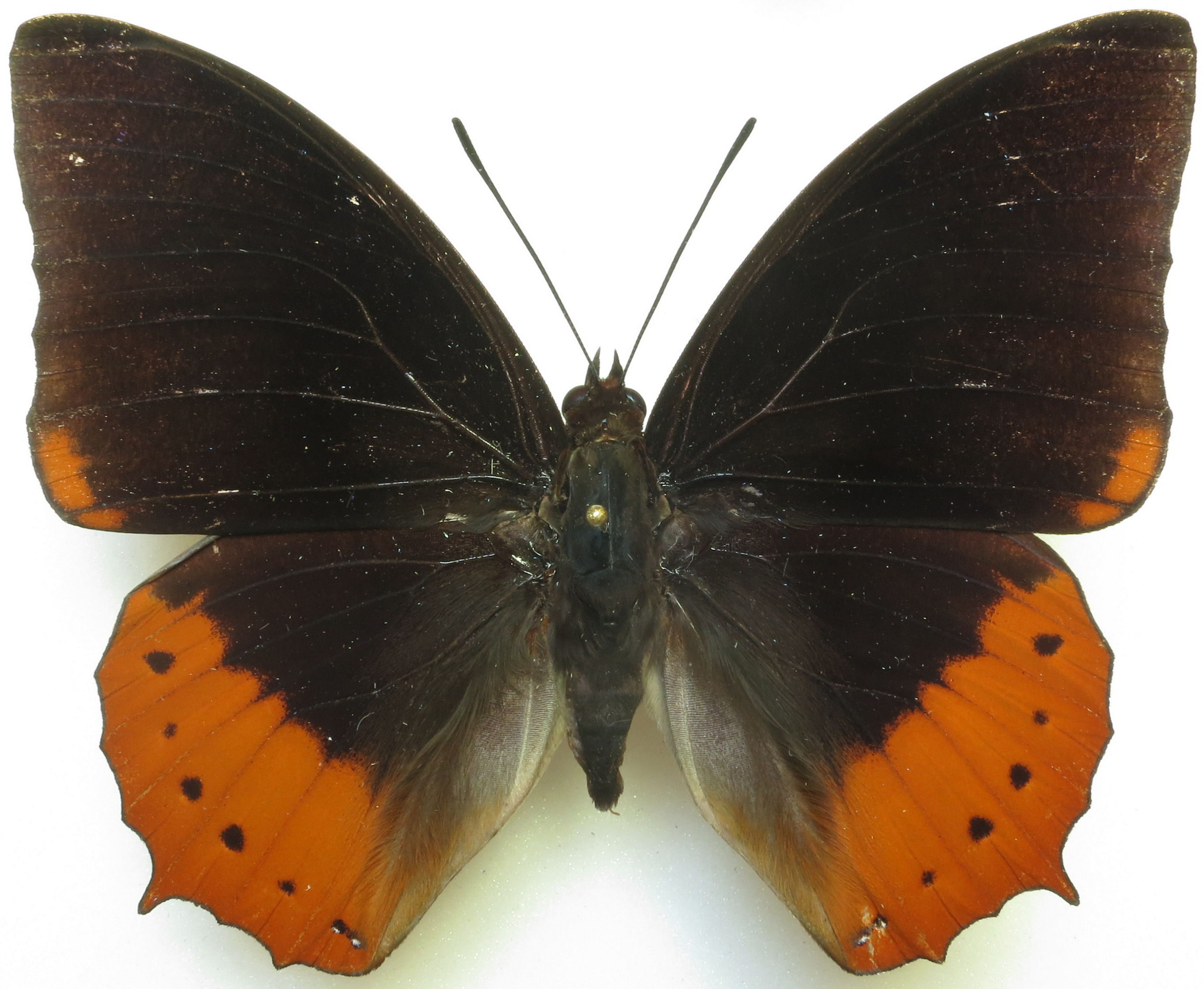
Vista superior do macho de C. protoclea, cujo tipo nomenclatural fora coletado em Casamansa.
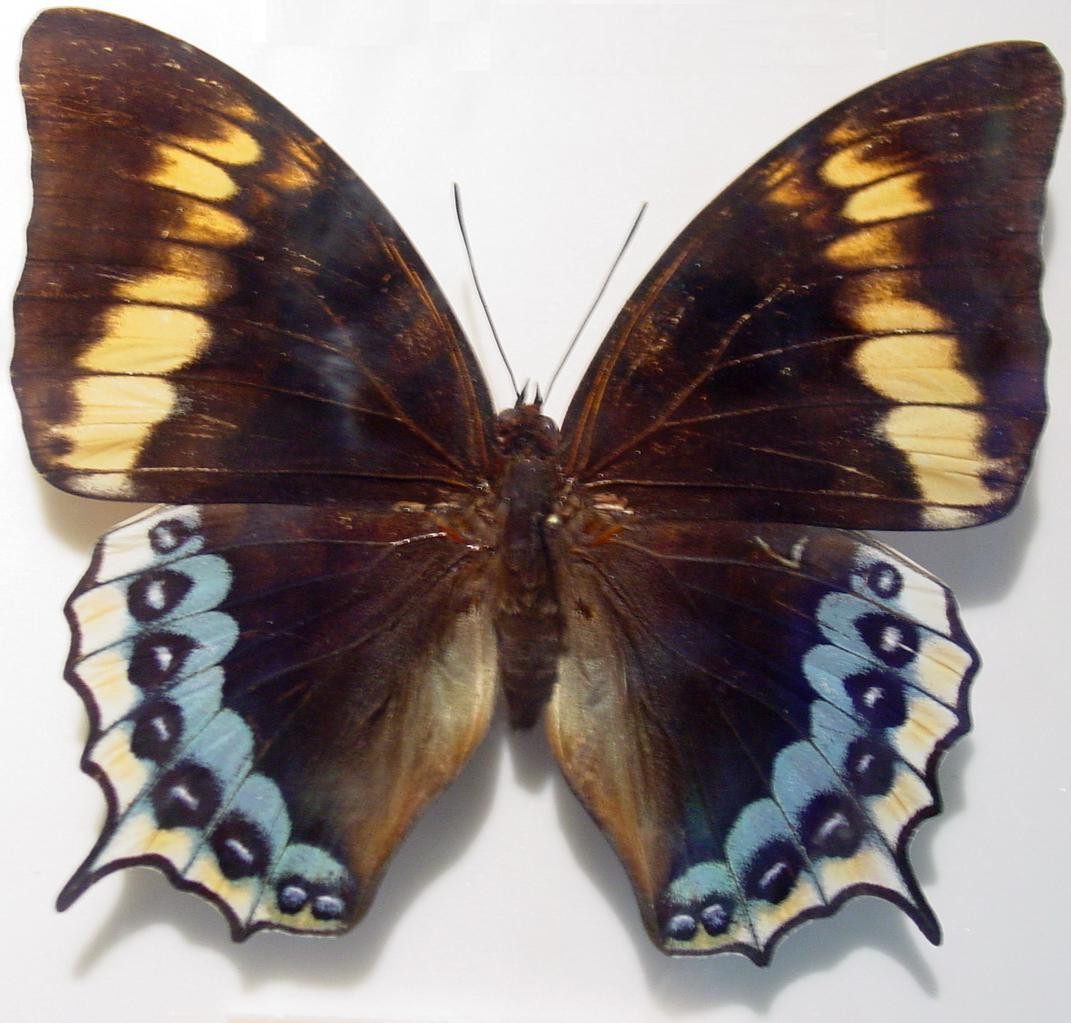
Vista inferior de C. euryalus, cujo tipo nomenclatural fora coletado em Amboina.
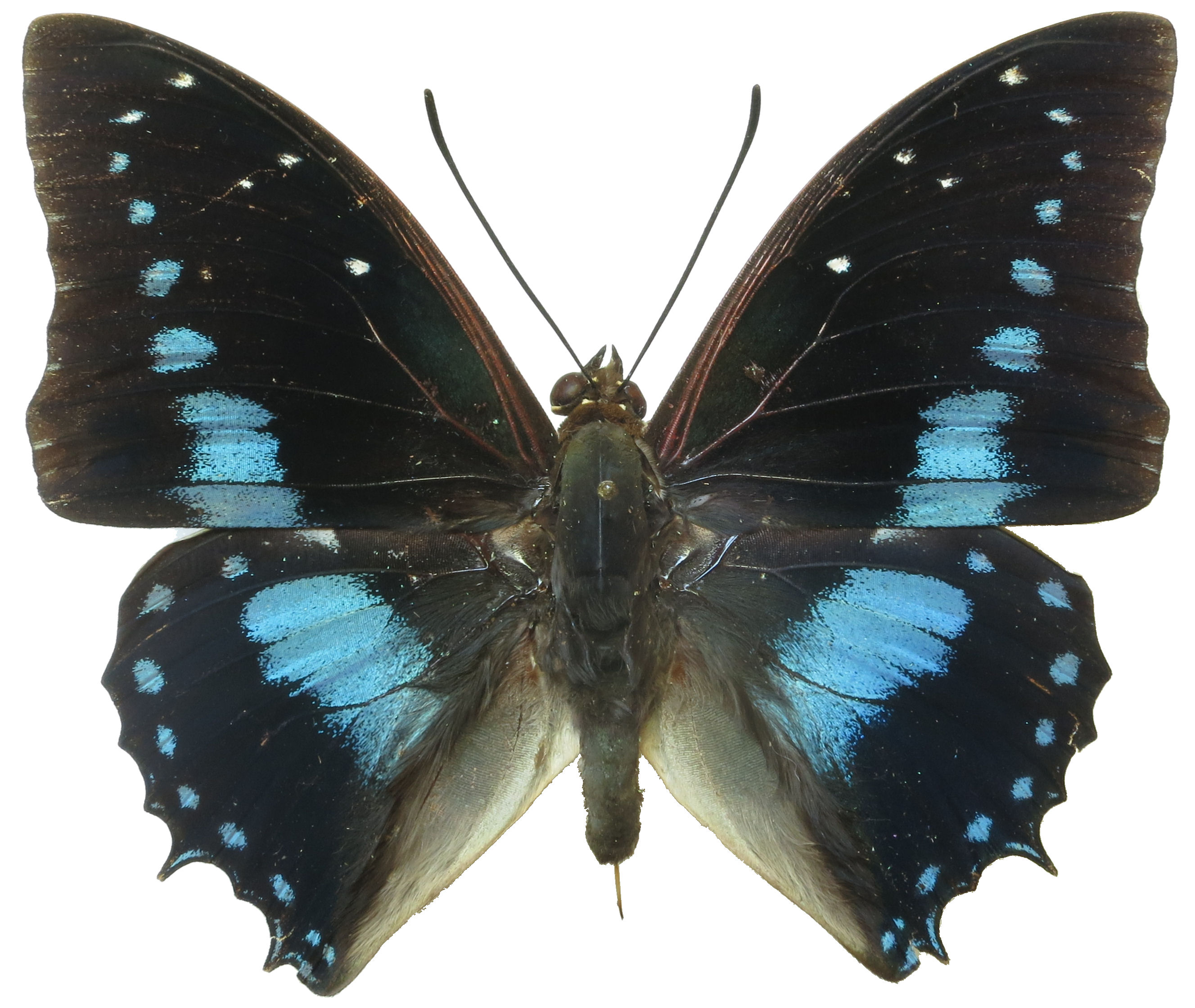
Vista superior do macho de C. imperialis, cujo tipo nomenclatural fora coletado na Costa do Ouro.
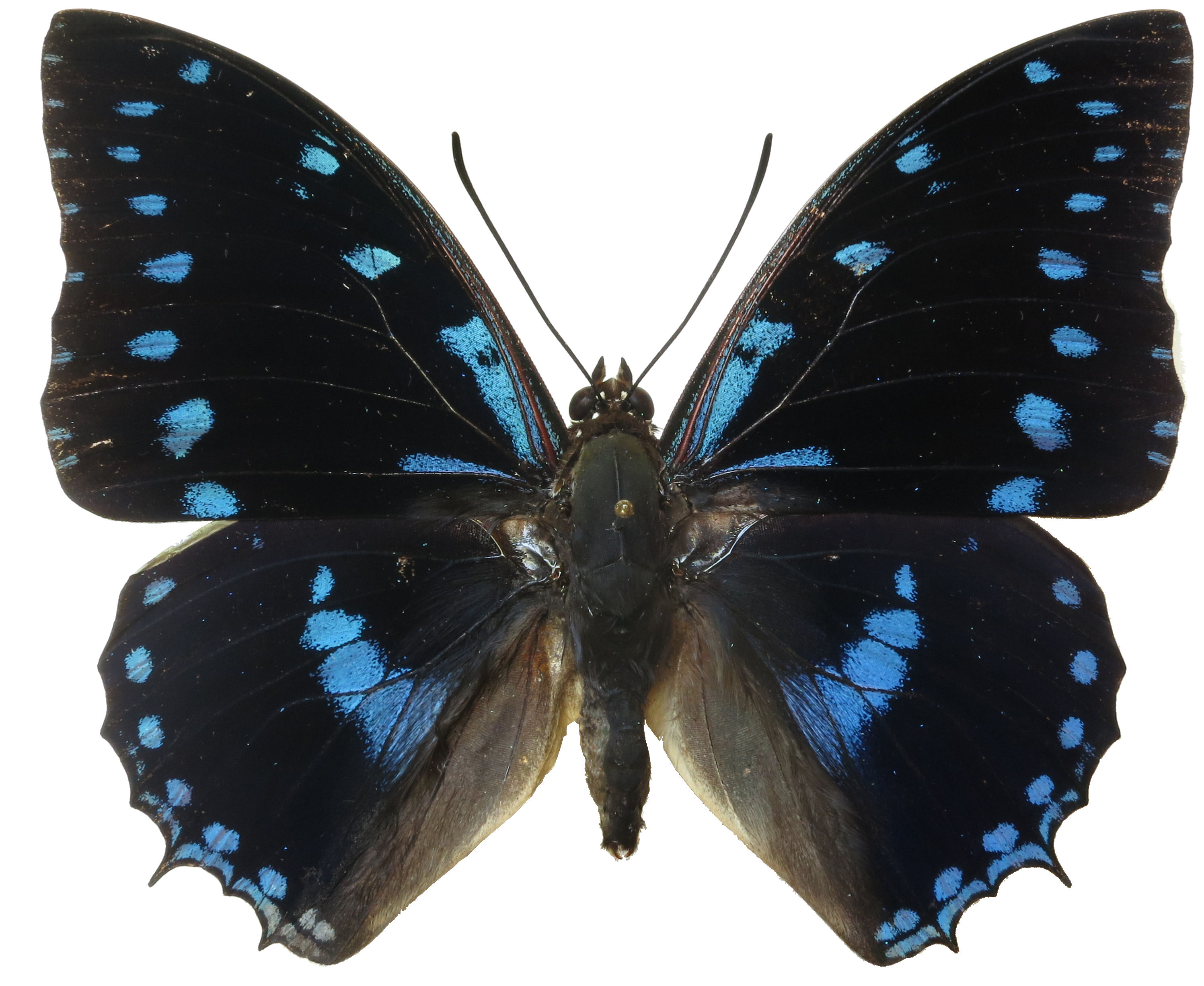
Vista superior do macho de C. ameliae, cujo tipo nomenclatural fora coletado no Gabão.
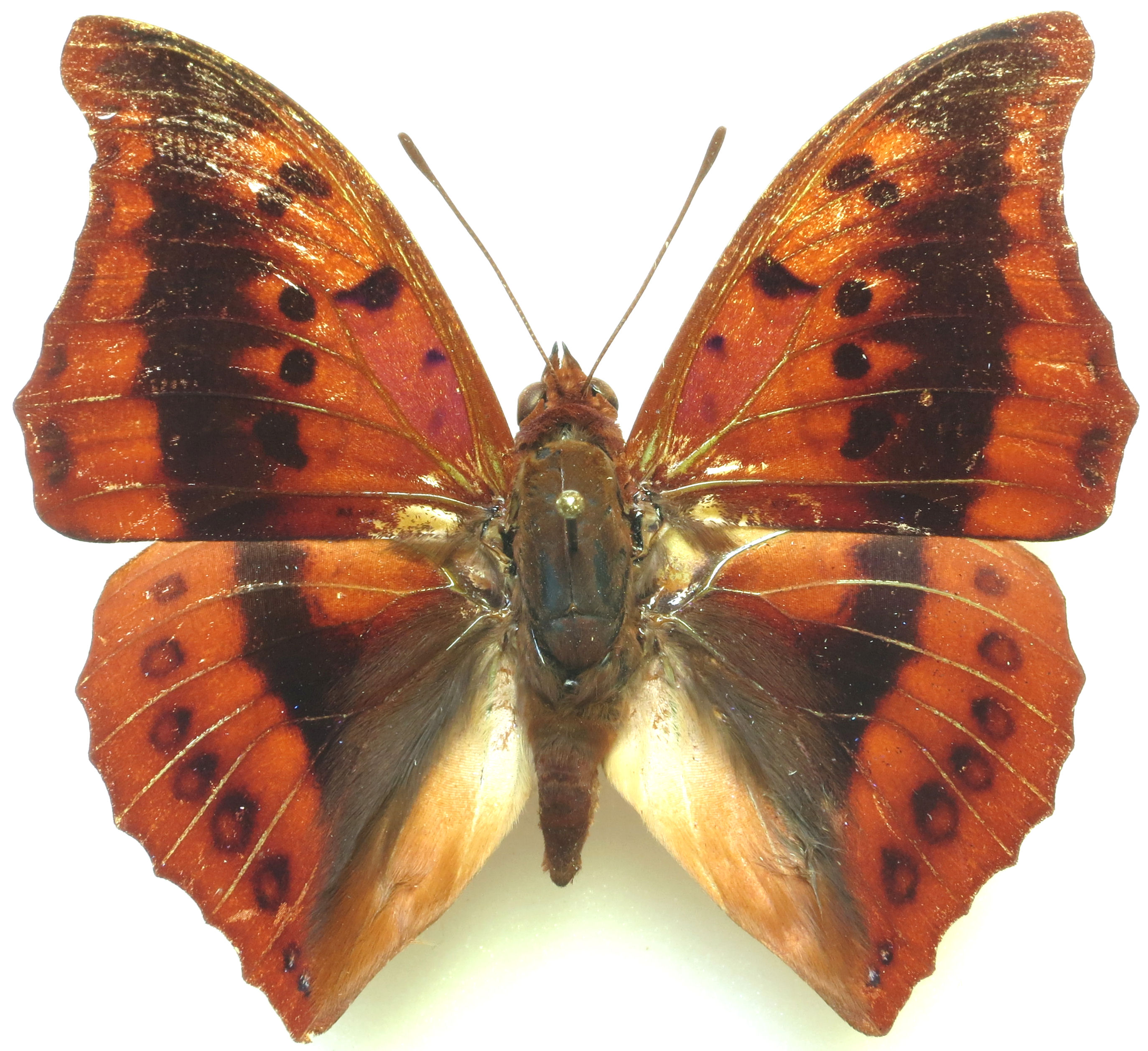
Vista superior do macho de C. nichetes, cujo tipo nomenclatural fora coletado em Camarões.

## Euxanthe; espécies acrescentadas aCharaxes(2009)
| - Charaxes eurinome (ex Euxanthe eurinome) (Cramer, [1775]) - Espécie-tipo: África central e leste. - Charaxes madagascariensis (ex Euxanthe madagascariensis) (Lucas, 1843) - Madagáscar. - Charaxes trajanus (ex Euxanthe trajanus) (Ward, 1871) - África central. | - Charaxes crossleyi (ex Euxanthe crossleyi) (Ward, 1871) - África subsariana, menos região sul. - Charaxes wakefieldi (ex Euxanthe wakefieldi) (Ward, 1873) Forest Queen - África oriental. - Charaxes tiberius (ex Euxanthe tiberius) (Grose-Smith, 1889) - sudeste da África. |

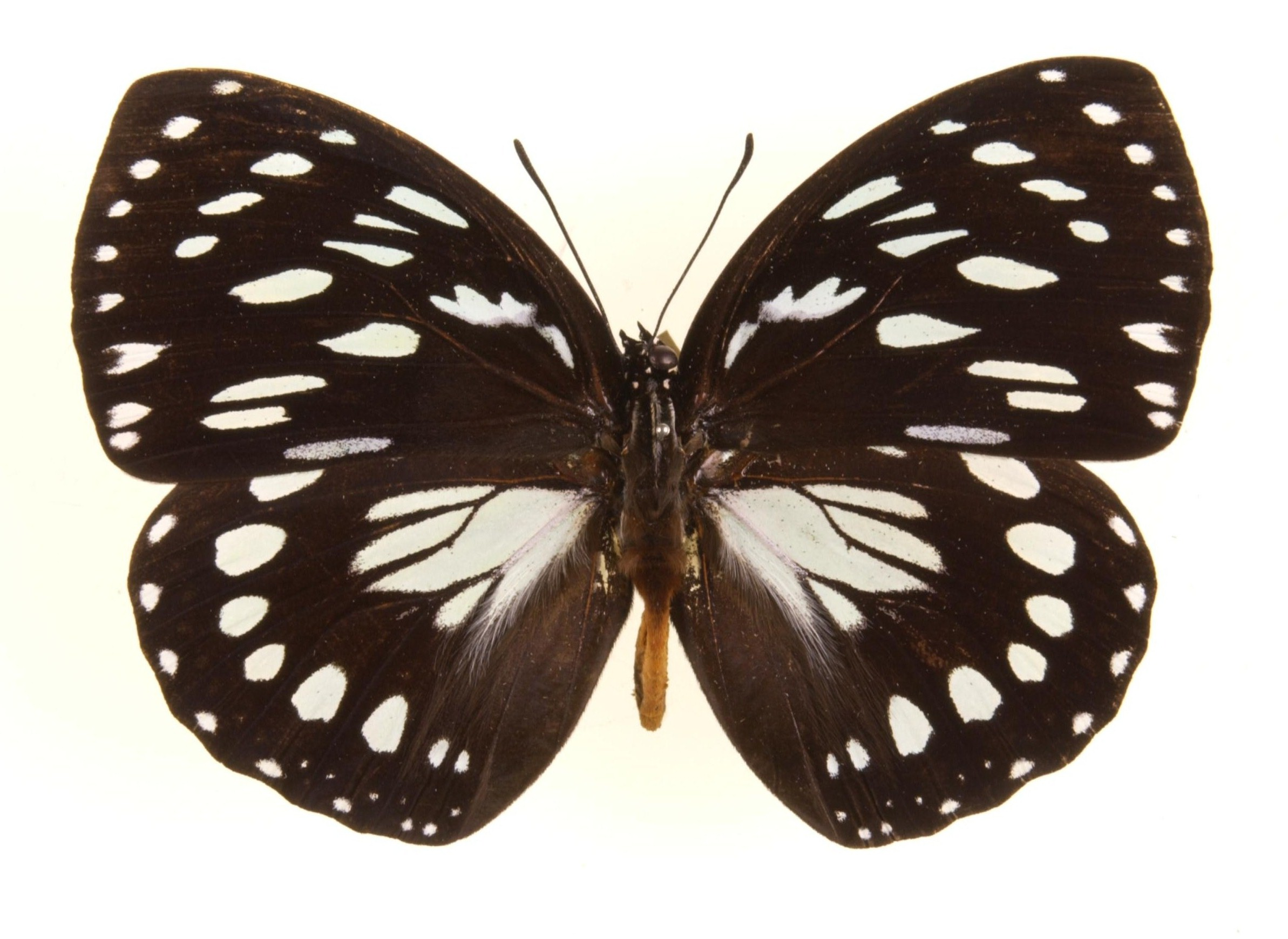
C. eurinome (ex Euxanthe eurinome), espécie-tipo do ex gênero Euxanthe.

## Polyura; espécies acrescentadas aCharaxes(2009)
| - Charaxes agraria (ex Polyura agraria) (Swinhoe, 1887) - Charaxes alphius (ex Polyura alphius) Staudinger, 1886 Staudinger's Nawab - Charaxes andrewsi (ex Polyura andrewsi) Butler, 1900 - Charaxes arja (ex Polyura arja) C. & R. Felder, [1867] Pallid Nawab - Charaxes athamas (ex Polyura athamas) (Drury, 1770) Common Nawab - Charaxes attila (ex Polyura attila) Grose-Smith, 1889 - Charaxes bharata (ex Polyura bharata) C. & R. Felder, [1867] - Charaxes caphontis (ex Polyura caphontis) Hewitson, 1863 - Charaxes clitarchus (ex Polyura clitarchus) Hewitson, 1874 - Charaxes cognata (ex Polyura cognata) (Vollenhoven, 1861) - Charaxes dehanii (ex Polyura dehanii) (Westwood, 1850) | - Charaxes delphis (ex Polyura delphis) Doubleday, 1843 Jewelled Nawab - Charaxes dolon (ex Polyura dolon) Westwood, 1847 Stately Nawab - Charaxes epigenes (ex Polyura epigenes) Godman & Salvin, 1888 - Charaxes eudamippus (ex Polyura eudamippus) Doubleday, 1843 Great Nawab - Charaxes gamma (ex Polyura gamma) Lathy, 1898 - Charaxes gilolensis (ex Polyura gilolensis) Butler, 1869 - Charaxes hebe (ex Polyura hebe) Butler, [1866] - Charaxes inopinatus (ex Polyura inopinatus) (Röber, 1939) - Charaxes jalysus (ex Polyura jalysus) C. & R. Felder, [1867] - Charaxes jupiter (ex Polyura jupiter) Butler, 1869 - Charaxes luzonica (ex Polyura luzonica) (Rothschild, 1899) | - Charaxes moori (ex Polyura moori) Distant, 1883 Malayan Nawab - Charaxes narcaea (ex Polyura narcaea) (Hewitson, 1854) China Nawab - Charaxes nepenthes (ex Polyura nepenthes) Grose-Smith, 1883 - Charaxes paulettae (ex Polyura paulettae) (Toussaint 2015) - Charaxes posidonius (ex Polyura posidonius) Leech, 1891 - Charaxes pyrrhus (ex Polyura pyrrhus) (Linnaeus, 1758) - Espécie-tipo - Charaxes sacco (ex Polyura sacco) (Smart, 1977) - Charaxes sempronius (ex Polyura sempronius) (Fabricius, 1793) Tailed Emperor, Four Tail - Charaxes smilesi (ex Polyura smilesi) (Toussaint 2015) - Charaxes schreiber (ex Polyura schreiber) (Godart, [1824]) Blue Nawab - Charaxes weismanni (ex Polyura weismanni) Fritze, 1894 |

Todas as espécies foram retiradas do artigo de Emmanuel F. A. Toussaint, Jérôme Morinière, Chris J. Müller, Krushnamegh Kunte, Bernard Turlin, Axel Hausmann e Michael Balke (2015), incluindo duas espécies novas que foram descritas no gênero Polyura, ainda em uso por eles. As denominações vernáculas foram retiradas de Markku Savella. Os nomes dos determinadores da espécie estão sem parênteses, mantendo Charaxes, denominação dada por seus determinadores, como gênero válido.

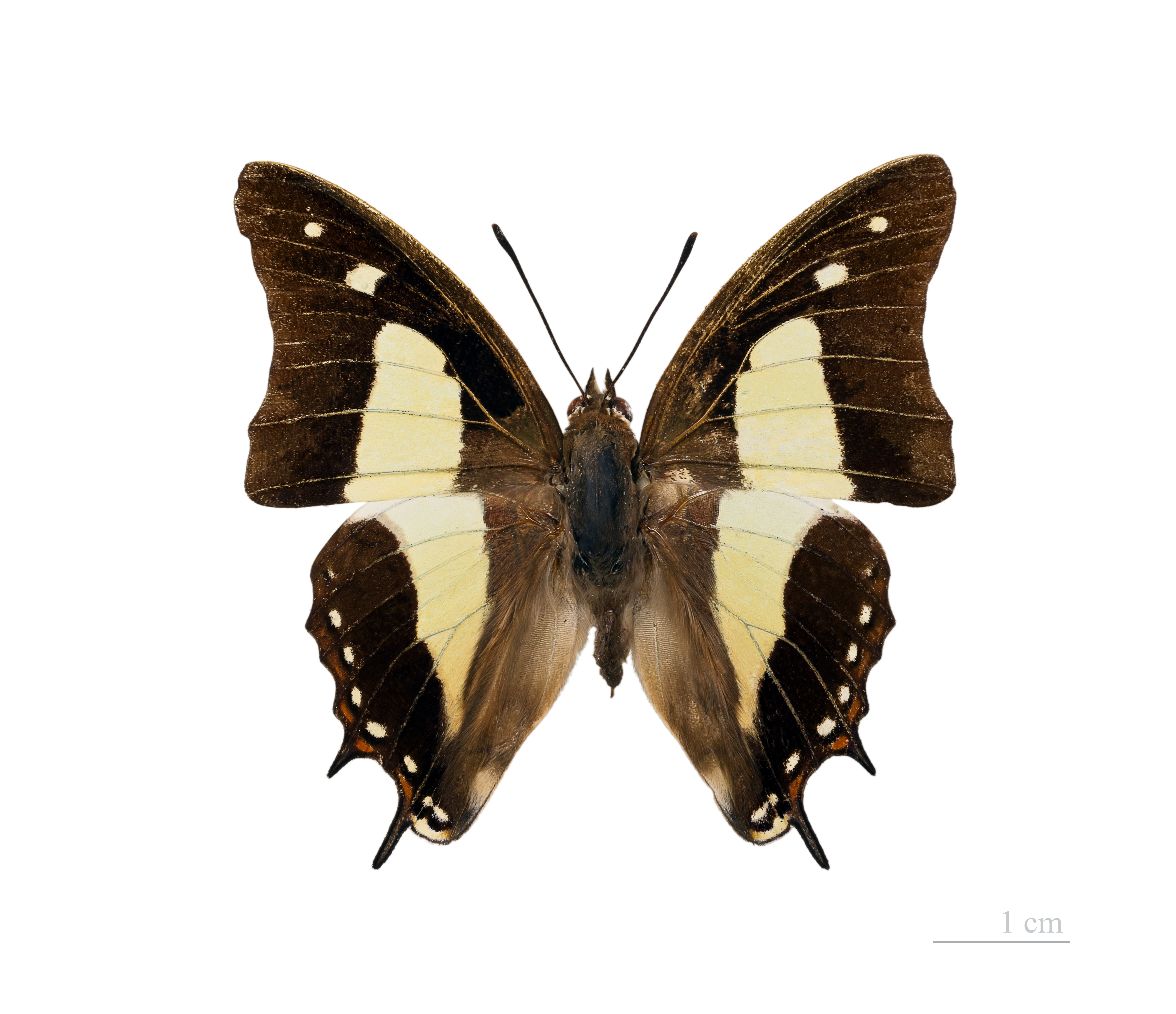
Vista superior de C. athamas (ex Polyura athamas), espécie do ex gênero Polyura.
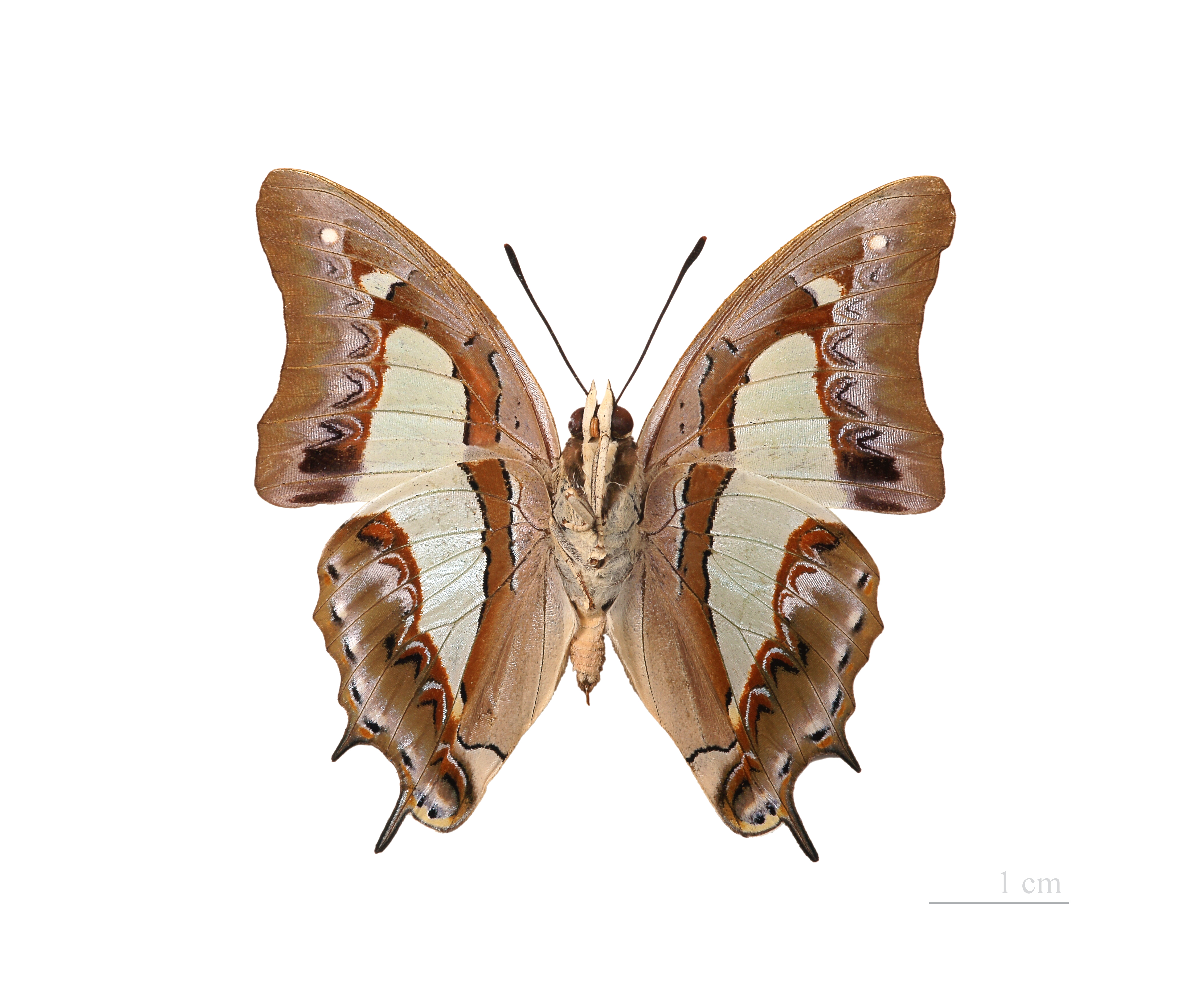
Vista inferior de C. athamas (ex Polyura athamas), cujo tipo nomenclatural fora coletado na China.

## Charaxes(não-clado), espécies e nomenclatura vernácula inglesa
Lista de espécies de acordo com a página Tree of Life Web Project; publicada na mesma ordem.
| - Charaxes alpinus van Someren & Jackson, 1957 - Charaxes alticola Grünberg, 1912 - Charaxes amandae Rydon, 1988 - Charaxes analava Ward, 1872 - Charaxes andara Ward, 1873 - Charaxes andranodorus Mabille, 1884 - Charaxes antiquus Joicey & Talbot, 1926 - Charaxes balfouri Butler, 1881 - Charaxes barnsi Joicey & Talbot, 1927 - Charaxes bernardii Minig, 1978 - Charaxes bernsdorffi* - Charaxes brainei van Son, 1966 - Charaxes cacuthis Hewitson, 1863 - Charaxes carteri Butler, 1881 - Charaxes chintechi van Someren, 1975 - Charaxes chittyi Rydon, 1980 - Charaxes chunguensis White & Grant, 1986 - Charaxes daria Rothschild, 1903 - Charaxes defulvata Joicey & Talbot, 1926 - Charaxes diversiforma van Someren & Jackson, 1957 - Charaxes dowsetti Henning, 1988 - Charaxes dubiosus Röber, 1936 - Charaxes ephyra (Godart, [1824]) - Charaxes figini van Someren, 1969* | - Charaxes fulgurata Aurivillius, 1899 - Charaxes fuscus Plantrou, 1967 - Charaxes gallagheri van Son, 1962 - Charaxes galleyanus Darge & Minig, 1984 - Charaxes gerdae Rydon, 1989 - Charaxes grahamei van Someren, 1969 - Charaxes junius Oberthür, 1880 - Charaxes karkloof van Someren & Jackson, 1957 - Charaxes kheili Staudinger, 1896 - Charaxes larseni Rydon, 1982 - Charaxes lemosi Joicey & Talbot, 1927 - Charaxes loandae van Someren, 1969 - Charaxes lucyae van Someren, 1975 - Charaxes lydiae Holland, 1917 - Charaxes manica Trimen, 1894 - Charaxes margaretae Rydon, 1980 - Charaxes marieps van Someren & Jackson, 1957 - Charaxes martini van Someren, 1966 - Charaxes matakall Darge, 1985 - Charaxes monteiri Staudinger, 1885 - Charaxes murphyi Collins, 1987 - Charaxes musakensis Darge, 1973 - Charaxes nandina Rothschild & Jordan, 1901 Highland Blue Charaxes - Charaxes nyikensis van Someren, 1966 - Charaxes octavus Minig, 1971 | - Charaxes odysseus Staudinger, 1892 - Charaxes overlaeti Schouteden, 1934 - Charaxes paradoxa Lathy, 1926 - Charaxes pelias (Cramer, [1775]) Protea Charaxes - Charaxes penricei Rothschild, 1900 - Charaxes phaeus Hewitson, 1877 - Charaxes phoebus Butler, [1866] - Charaxes phraortes Doubleday, 1847 - Charaxes pondoensis van Someren, 1967 - Charaxes prettejohni Collins, 1990 - Charaxes saperanus Poulton, 1926 - Charaxes schiltzei Bouyer, 1991 - Charaxes smilesi Rydon, 1982 ( = Charaxes sidamo Plantrou & Rougeot, 1979)* - Charaxes subrubidus van Someren, 1972 - Charaxes taverniersi Berger, 1975 - Charaxes tessieri* - Charaxes thysi Capronnier, 1889 - Charaxes thomasius Staudinger, 1886 - Charaxes usumbarae van Someren* - Charaxes vansoni van Someren, 1975 - Charaxes variata van Someren, 1969 - Charaxes velox Ogilvie-Grant, 1899 - Charaxes violetta Grose-Smith, 1885 Violet-spotted Charaxes - Charaxes virescens Bouyer, 1991 |

Todas as espécies marcadas com (*) estão com o nome e datação de seus determinadores, ou espécies, em dúvida ou inexistentes e, junto com as denominações vernáculas, foram retiradas de Markku Savella.

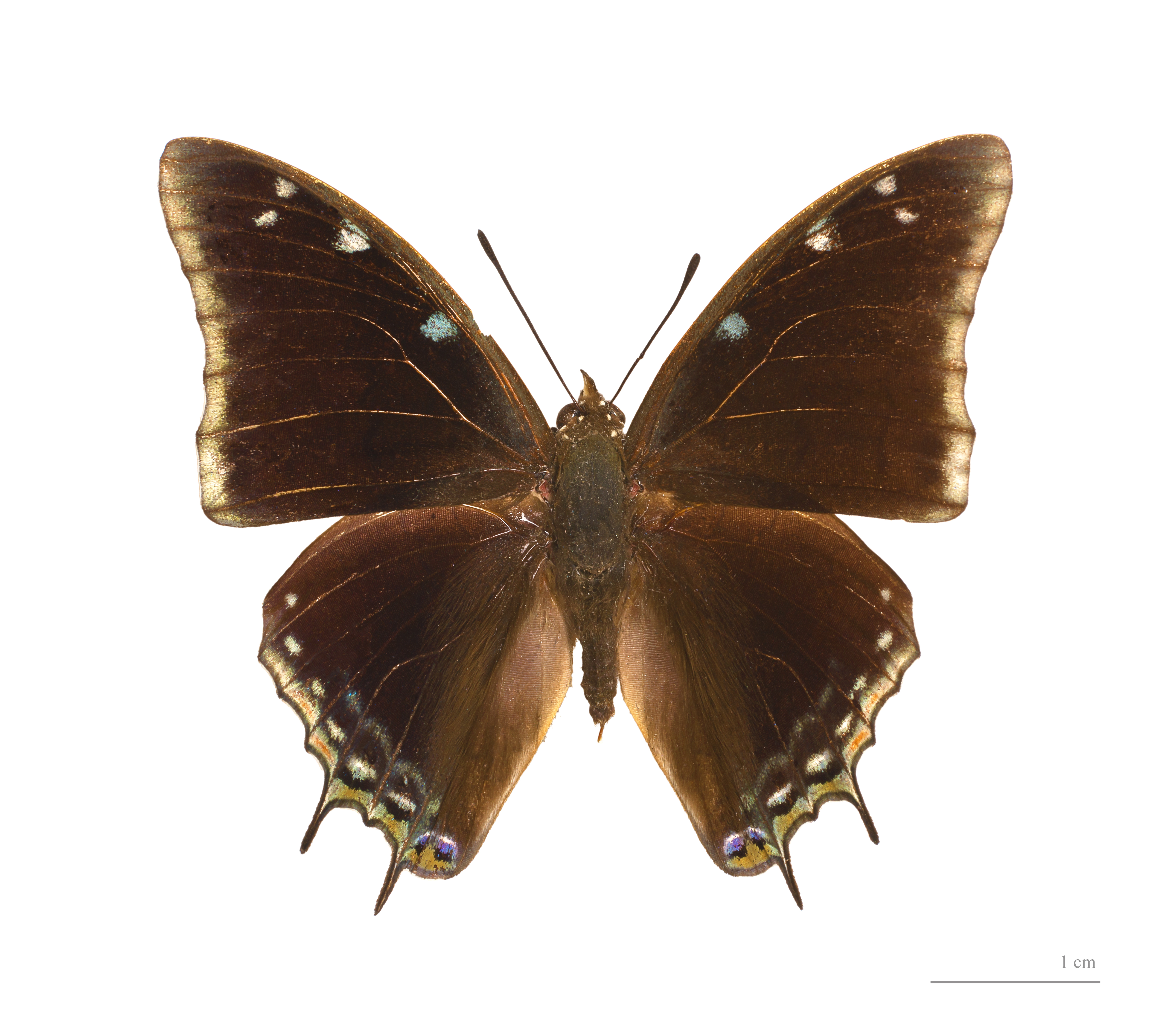
Vista superior de C. kheili, uma espécie do gênero Charaxes não suportada pelo cladograma de K. Aduse-Poku, E. Vingerhoedt e N. Wahlberg.
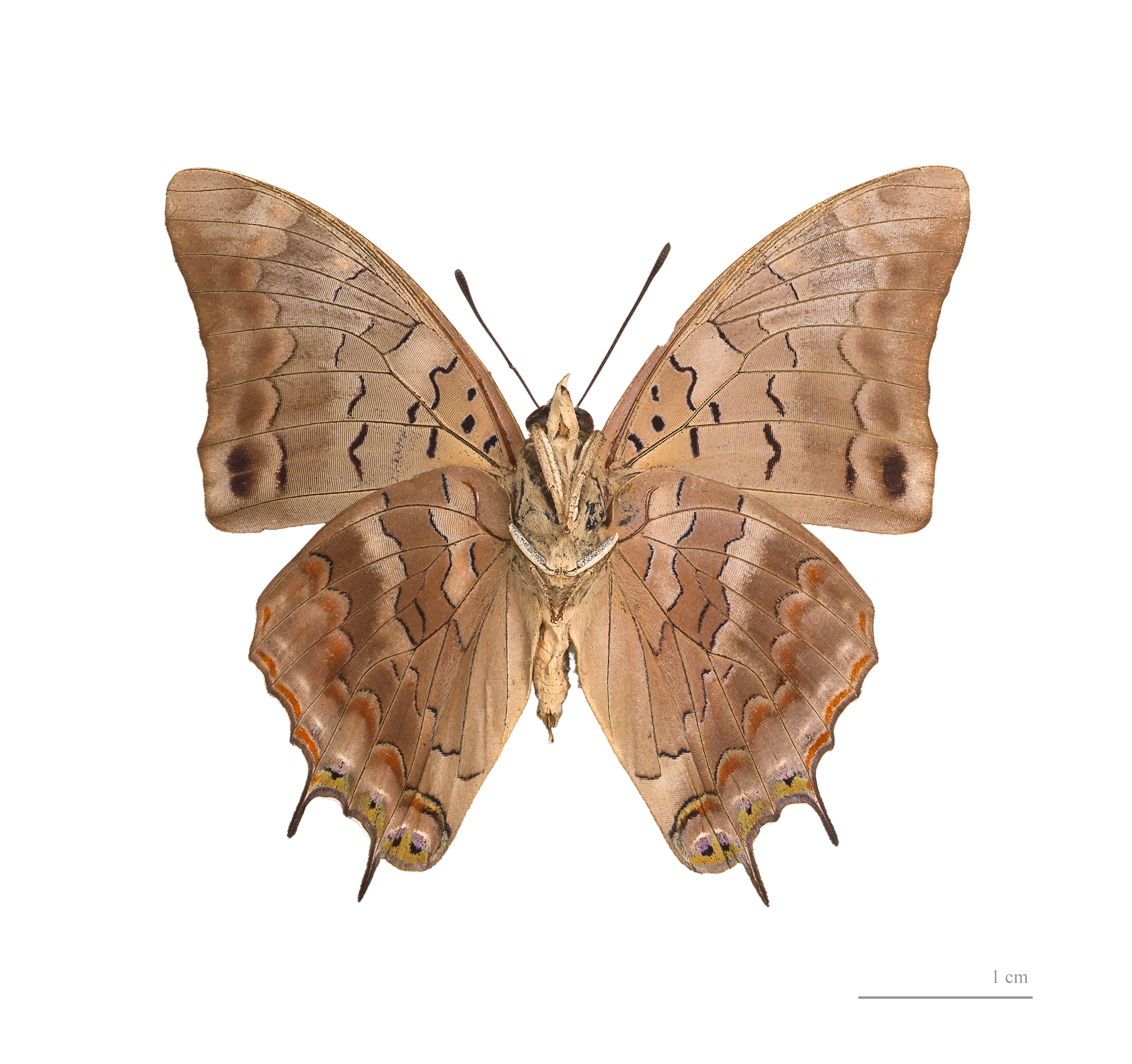
Vista inferior de C. kheili, cujo tipo nomenclatural fora coletado na região do Corno de África.
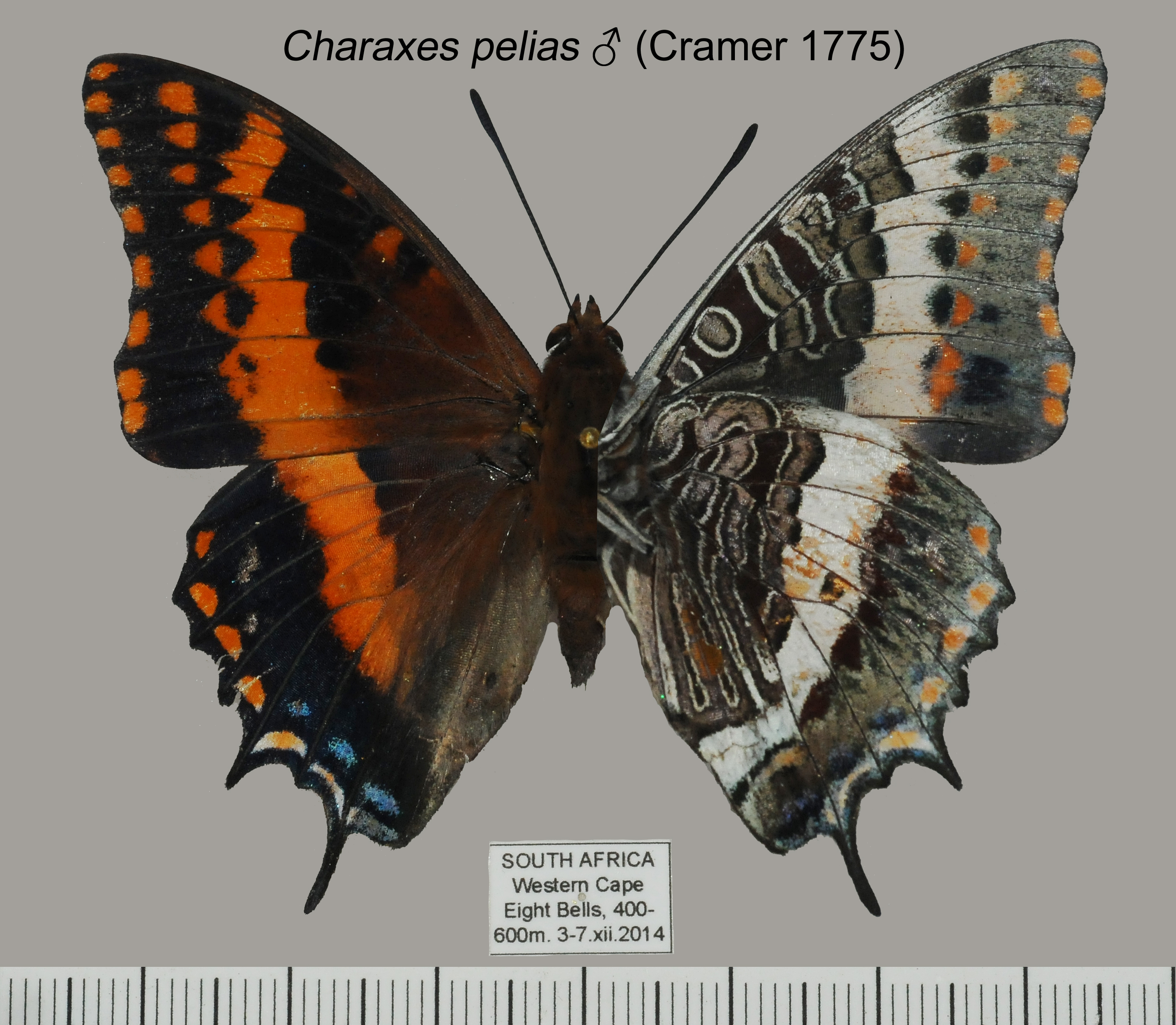
Vista superior (asa esquerda) e inferior (asa direita) de C. pelias, uma espécie do gênero Charaxes não suportada pelo cladograma de K. Aduse-Poku, E. Vingerhoedt e N. Wahlberg[12]; encontrada no sul da África.

## Redescoberta deCharaxes inopinatus(exPolyura inopinatus)
Em 12 de julho de 2018, ainda mantendo o gênero Polyrura como táxon válido, um artigo de Chris J. Müller e W. John Tennent, Polyura inopinatus Röber, 1940; a remarkable butterfly mystery resolved, publicado na revista ZooKeys, afirma a redescoberta de exemplares desta espécie, afirmando que "a espécie mais distintiva de Polyura, P. inopinatus, foi descrita a partir de um único espécime, dito de Sulawesi (Celebes) do Norte, na Indonésia. Foi um grande mistério, desde que a espécie fora descrita pela primeira vez por Röber, em 1940. O holótipo (primeiro exemplar descrito), originalmente ilustrado em imagem monocromática na revista Deutsche Entomologische Zeitschrift, foi perdido logo depois de ser descrito, quase certamente destruído durante o bombardeio aliado de Dresden, na década de 1940, durante a Segunda Guerra. Nenhum outro espécime foi conhecido por quase oito décadas. Sugerimos que a localidade do tipo (Sulawesi) é incorreta e que o holótipo foi mais provavelmente coletado nas Montanhas Baining, na Província de Nova Bretanha, Papua Nova Guiné. Nós relatamos a recente descoberta de vários P. inopinatus, machos, da Província da Nova Bretanha do Oeste; descrevemos e ilustramos estes espécimes. Um neótipo (novo exemplar descrito) foi designado".